# Berndt Otto Stackelberg den äldre
Berndt Otto Stackelberg d.ä. friherre och militär, (född 14 maj 1662 i Reval, död 29 augusti 1734 i Åbo)  var en svensk friherre och militär. Han var far till Berndt Otto Stackelberg d.y. Under stora nordiska kriget deltog han i slaget vid Lesna 1708 och slaget vid Poltava 1709, där han blev tillfångatagen.
Stackelberg var generaladjutant vid det stora nordiska krigets utbrott år 1700, och befordrades 1702 till överste av Björneborgs regemente. I Baltikum under Karl XII:s polska fälttåg, förde han befäl i Kurland och Litauen medan Lewenhaupt var i Riga. Stackelberg befordrades 1704 till generalmajor, för att sedan vara med Lewenhaupts marsch ned till Karl XII under det ryska fälttåget. Han ledde den vänstra flygeln under slaget vid Lesna, och ledde den lyckade övergången av Desna den 2 november 1708. Vid stormningen av Vepryk förde han befälet och blev tillfångatagen under slaget vid Poltava och var sedan med under tsar Peters triumftåg i Moskva.
1721 återvände han till Sverige, där han utnämndes till general av infanteriet och chef för Åbo regemente och 1727 till fältmarskalk och överbefälhavare över trupperna i Finland.